# Cassius Stanley
Cassius Jerome Stanley (18 de agosto de 1999) é um jogador americano de basquete profissional do Indiana Pacers da National Basketball Association (NBA) e do Fort Wayne Mad Ants da G-League.
Ele jogou basquete universitário no Duke Blue Devils e foi selecionado pelos Pacers como a 54ª escolha geral no Draft da NBA de 2020.

## Carreira no ensino médio
Stanley estudou na Harvard-Westlake School em Studio City, Califórnia. Em seu segundo ano, Stanley teve médias de 17,9 pontos, 6,8 rebotes e 3,5 assistências. Em 2017, Stanley foi transferido para a Sierra Canyon School em Chatsworth, Califórnia, para seus últimos dois anos de ensino médio. Em seu último ano, ele teve médias de 17,8 pontos, 6,2 rebotes e 2,9 assistências, enquanto liderava o Sierra Canyon para um recorde geral de 32–3.

### Recrutamento
Em 22 de abril de 2019, Stanley se comprometeu a jogar na Duke University.
| Nome | Cidade Natal                           | Escola/Universidade | Altura             | Peso           | Data da revisão     |
| --- | -------------------------------------- | ------------------- | ------------------ | -------------- | ------------------- |
| Cassius Stanley SG | Los Angeles, CA                        | Sierra Canyon (CA)  | 6 ft 5 in (1.96 m) | 185 lb (84 kg) | 22 de Abril de 2019 |
| Cassius Stanley SG | Recrutamento: Rivais: 247sports: ESPN: |                     |                    |                |                     |
| Classificação geral de novatos: Rivals: 39º \| 247sports: 34º \| ESPN: 31º |                                        |                     |                    |                |                     |
| - Nota : Em muitos casos, Scout, Rivals, 247Sports e ESPN podem entrar em conflito em suas listas de altura e peso, nestes casos, a média foi obtida. - Nota: A ESPN mede os calouros numa escala de 0 a 100. - Fonte: |                                        |                     |                    |                |                     |

## Carreira universitária
Em sua estreia por Duke, Stanley marcou 13 pontos na vitória sobre o Kansas por 68-66. Depois de machucar a perna na vitória sobre Winthrop em 29 de novembro, Stanley foi descartado indefinidamente. No entanto, depois que sua perna melhorou mais rápido do que o esperado devido à reabilitação e fisioterapia, ele voltou a jogar contra Virginia Tech depois de perder apenas um jogo. Em 4 de janeiro, Stanley registrou 20 pontos e 5 rebotes na vitória por 95-62 sobre Miami. Em 8 de fevereiro, ele registrou 22 pontos e 6 rebotes na vitória por 98-96 sobre a rival Carolina do Norte.
No final da temporada regular, Stanley foi selecionado para a Equipe de Novatos da ACC. Stanley teve médias de 12,6 pontos e 4,9 rebotes, acertando 47% dos seus arremessos e 36% da linha de três pontos. Após a temporada, ele se declarou para o Draft da NBA de 2020.

## Carreira profissional
Em 18 de novembro de 2020, Stanley foi selecionado pelo Indiana Pacers na segunda rodada, 54º escolha geral, no Draft da NBA de 2020. Os Pacers assinaram um contrato de mão dupla com Stanley com seu afiliado da G-League, Fort Wayne Mad Ants. Ele participou do Slam Dunk Contest de 2021.

## Estatísticas

### Universitário
| Ano     | Equipe | PJ | PT | MPJ  | AP   | 3P   | LL   | RT  | AS  | BR | TO | PPJ  |
| ------- | ------ | -- | -- | ---- | ---- | ---- | ---- | --- | --- | -- | -- | ---- |
| 2019–20 | Duke   | 29 | 29 | 27.4 | .474 | .360 | .733 | 4.9 | 1.0 | .7 | .7 | 12.6 |